# Woodhouse, Leeds
Woodhouse är en stadsdel i Leeds, Storbritannien. Den består till stor del av tät radhusbebyggelse (s.k. Back To Backs). Befolkningen är blandad med både arbetarklass och många studenter, det senare beroende på närheten till Leeds Universitet.

## Historia
Namnet antyder att Woodhouse bildades under anglosaxisk tid (d.v.s. någon gång 500-800). Både Great och Little Woodhouse finns med i Domesday Book (1086)
Under medeltiden förekom kolbrytning, men kom att upphöra då nya metoder gjorde det mer lönsamt att bryta på andra ställen. Området var inte speciellt frodigt och användes därför istället till stor del för att torka tvättat ulltyg.